# الوحاشية (العراق)
الوحاشية أو عيون الوحاشية منطقة عراقية في مقاطعة عين صيد الشرقية رقم 23 في قضاء الخضر بحافة بادية محافظة المثنى جنوب العراق، فيها 12 عين ماء جوفية، ماؤها ذو تراكيز ملحية كبريتية عالية، تتدفق من بين الرمال مرتفعة 3 أمتار فوق سطح الأرض، حفرَ أهل الوحاشية آباراً فيها. تخضرّ الوحاشيةُ في مواسم المطر فيُقبل عليها هواة الصيد والاستجمام.

## وصلات خارجية
- عيون الوحاشية في المثنى